# 뷔르템베르크 왕국
뷔르템베르크 왕국(독일어: Königreich Württemberg 쾨니히라이히 뷔르템베르크[*])은 독일 남서부에 있었던 왕국이다. 본래 뷔르템베르크 공국이었으나 독일 지역에 영향력을 강화하려는 프랑스 황제 나폴레옹 보나파르트의 권고로 1803년 선제후국, 1806년 왕국으로 승격되었다. 뷔르템베르크 왕국은 1806년부터 1813년까지는 프랑스의 위성국 일부였으며, 나폴레옹 전쟁이 끝난 이후엔 빈 회의의 결과로 1815년부터 1866년까지 독일 연방에 소속됐다. 보불전쟁의 결과 1871년 독일 제국의 구성국이 되어 1918년까지 존재했다.
1918년 왕정 폐지 후에도 하나의 주로 유지되다가 1952년 행정 구역 조절 결과 현재는 바덴뷔르템베르크주의 일부이다.

## 역사
1806년 1월 1일, 뷔르템베르크 선제후프리드리히 2세는 국왕 프리드리히 1세로 즉위하여 뷔르템베르크 왕국이 성립하였다.
왕국은 이후 1815년에는 독일 연방의 일부가 되었고, 1866년에는 남독일 연방에 가맹했다. 1871년에는 독일제국의 일부가 되어 1918년 11월말까지 존속했다.

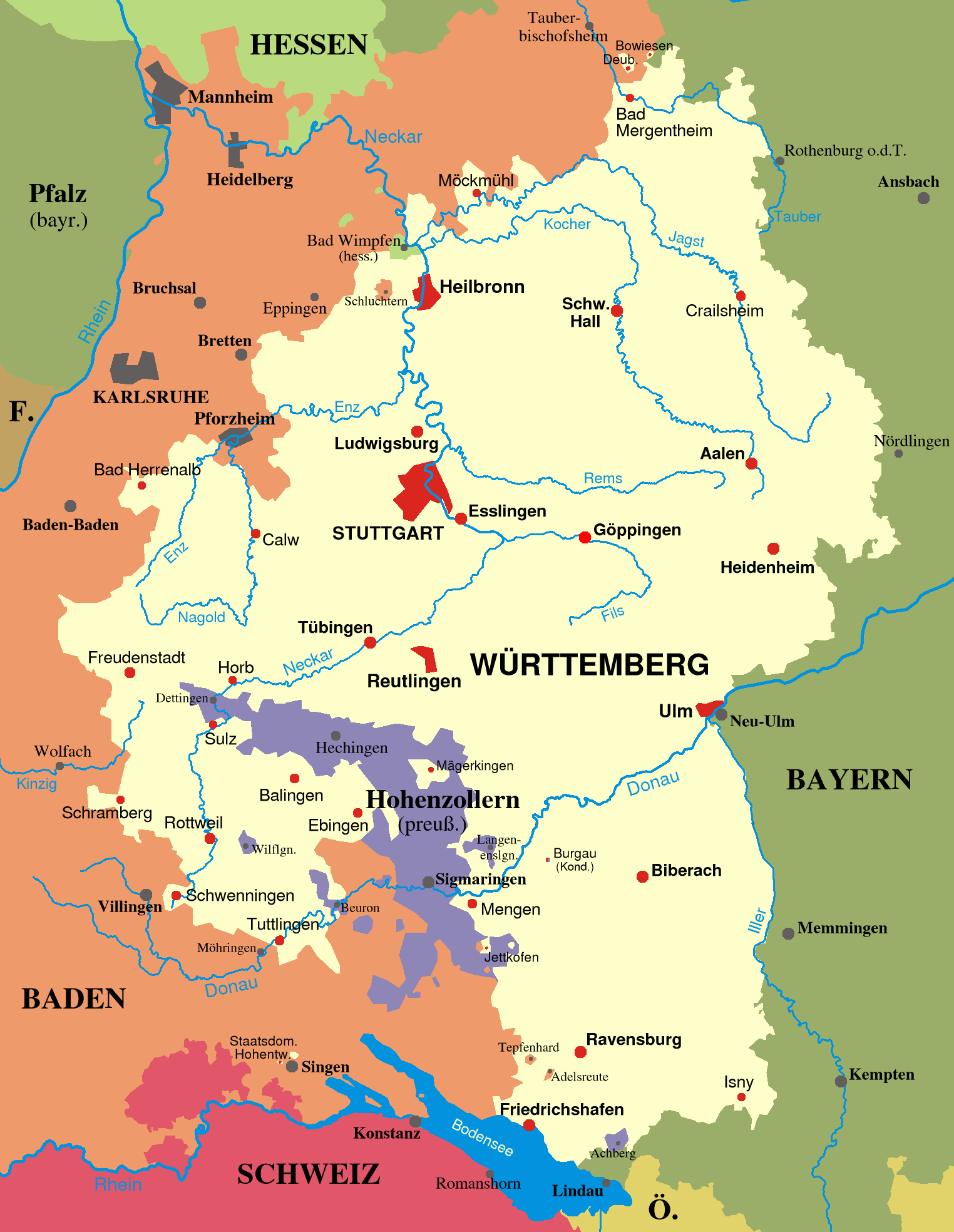
뷔르템베르크 왕국의 영역

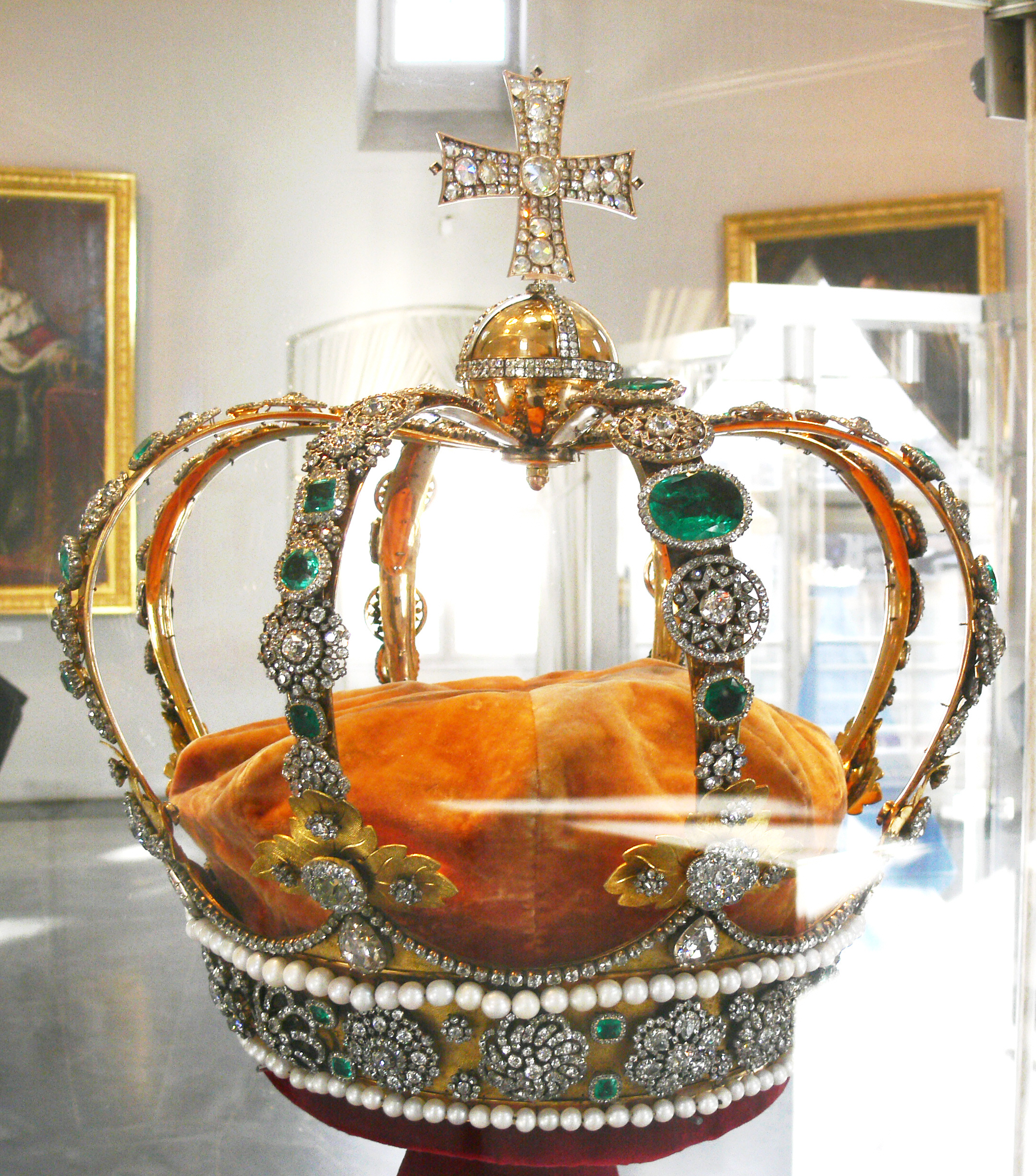
뷔르템베르크의 왕관

주민의 69%는 왕국의 국교인 루터파 프로테스탄트, 30%는 가톨릭이었으며, 유대교도도 소수 있었다.

## 정치
1819년 제정되고 3차례 개정된 흠정헌법에 따라 다스려지는 입헌군주국이다. 의회는 양원제이다.
- 상원(Standesherren)은 성년이 된 왕족들, 백작(Graf) 이상의 귀족가문 수장들, 제국의회 혹은 지방의회에 투표권을 가진 영토의 대표들(Standesherrschafien), 왕에 의해 임명된 의원들(6명 이하), 기사 작위를 가진 8명, 성직자 대표 6명, 튀빙겐 대학 대표 1명, 슈투트가르트 기술대학 대표 1명, 상업 및 산업대표 2명, 농업대표 2명, 수공업대표 1명으로 이루어진다.

- 하원(Abgeordnetenhaus)은 총 92명으로, 지역구(Oberamtsbezirke) 의원 63명, 비례대표에 의해 선출된 슈투트가르트 대표 6명, 6개 주요 지방도시에서 각각 뽑힌 대표 6명, 비례대표에 의해 선출된 2개의 선거구(Landeswahlkreise)에서 뽑힌 17명으로 이루어진다.

왕은 상원 의장을 임명하고, 1874년 이후 하원은 스스로 의장을 선출한다. 각 원(院)의 의원(議員)은 25세를 넘어야 한다. 의원의 임기는 6년이며, 25세 이상의 모든 성년남자는 참정권을 갖는다.
행정부인 국무부(國務府, Staatsministerium)는 법무, 외무(왕실, 철도, 우편, 전보 등의 사무를 관장함), 내무, 종교 및 교육, 전쟁, 재무 등 6명의 대신들로 이루어진다.
추밀원은 왕의 명에 따라 왕에게 조언을 하는 기관이며, 각 부 대신과 몇몇 임명된 조언자들로 이루어진다.

## 역대 군주
뷔르템베르크 왕가는 1089년에 백작이 된 슈투트가르트의 영주였던 콘라트를 시조로 한다.
- 1806년 - 1816년 프리드리히 (1754-1816)
- 1816년 - 1864년 빌헬름 1세 (1781-1864)
- 1864년 - 1891년 카를 (1823-1891)
- 1891년 - 1918년 빌헬름 2세 (1848-1921)

뷔르템베르크 왕가는 5개의 분파가 있었다.
- 1. 왕국의 초대 국왕 프리드리히 1세의 후손들로, 뷔르템베르크 역대 국왕을 지냈다. 프로테스탄트인 이들은 1921년, 빌헬름 2세의 사망으로 대가 끊겼다.
- 2. 루트비히 공의 후손 중에서 알렉산더 공과 클라우디네 레디 여백작(Countess Claudine Rhédey von Kis-Rhéde) 사이의 후손은 귀천상혼이 되어 테크 가(Teck)가 되었다. 귀천상혼이므로 왕가의 일원은 아니지만 영국의 조지 5세의 왕비인 테크의 메리를 배출하였다. 남계는 1981년 케임브리지 후작(Marquess of Cambridge) 2세인 조지 케임브리지의 사망으로 대가 끊겼다.
- 3. 오이겐 공의 후손인 "카를스루헤"(Carlsruhe) 파는 프로테스탄트였으나 1903년 니콜라스 공의 사망으로 대가 끊겼다.
- 4. 빌헬름 프리드리히 필리프 공과 빌헬미네 폰 툰데르페트로데스 여남작(Baroness Wilhelmine von Tunderfedt-Rhodes) 사이의 후손은 귀천상혼으로 우라흐 가(Urach)가 되었다. 귀천상혼이므로 왕가의 일원은 아니지만 우라흐 공 1세는 1860년대에 "전하(Serene Highness)"의 경칭을 받았으며, 1918년경에는 우라흐 공 3세가 리투아니아의 국왕 후보가 되기도 하였다. 가톨릭 교도이며, 현존한다.
- 5. "알트샤우젠"(Altshausen) 파는 알렉산더 공의 후예로, 가톨릭 교도이며 1921년 이후 뷔르템베르크 왕가의 수장이다.

### 뷔르템베르크가 수장
- 1918년 - 1921년 빌헬름 2세
- 1921년 - 1939년 알브레히트
- 1939년 - 1975년 필리프 알브레히트
- 1975년 - 2022년 카를
- 2022년 - 현재 빌헬름